# Fundación 20 de julio de 1944
La Fundación 20 de julio de 1944 es una organización de beneficencia, surgida en 1949 por el entonces Presidente federal de Alemania, Theodor Heuss. Su principal objetivo fue el apoyo a antiguos miembros de la resistencia alemana al nazismo y de sus herederos  y, en particular, de aquellos que murieron por participar en el atentado a Hitler el 20 de julio de 1944.
Actualmente la Fundación tiene su sede en el Monumento a la Resistencia Alemana en Berlín. La Fundación cumple con los siguientes objetivos:
- El asesoramiento y la asistencia de todos los supervivientes de la Resistencia, a sus familias, pero también a otras víctimas del régimen nazi.
- Reuniones y simposios sobre el tema.
- Estudios históricos de la Resistencia y apoyo a los trabajos de investigación sobre la Resistencia en las universidades.
- Apoyo en el trabajo y en los monumentos en los antiguos campos de concentración nazis (por ejemplo, Sachsenhausen) y otros lugares (por ejemplo, Kreisau).
- Cooperación con instituciones afines.[1]
- Realización anual de la conmemoración del 20 de julio en la calle Stauffenberg de Berlín y en Plötzensee, junto con el gobierno federal.
- Diseño y alquiler de exposiciones, como por ejemplo, "¿Qué podían hacer? La resistencia contra los nazis 1939-1945" o "Claus Schenk von Stauffenberg y el atentado del 20 de julio de 1944."[2]